# Marti ten Kate

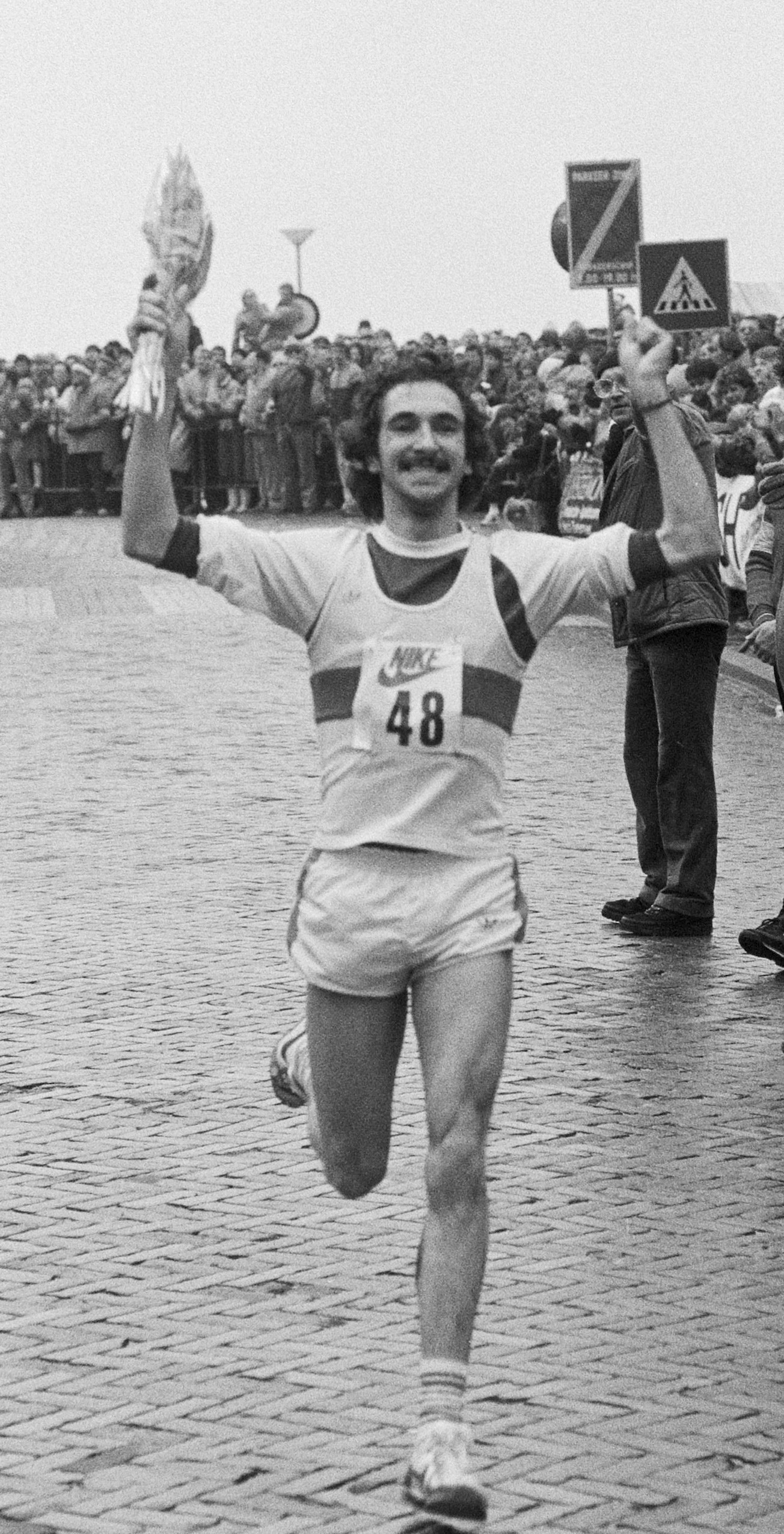
Marti ten Kate

Marti ten Kate (* 16. Dezember 1958 in Vollenhove) ist ein ehemaliger niederländischer Langstreckenläufer, der vor allem in den 1980er Jahren zahlreiche Erfolge bei Straßenläufen erzielen konnte.

## Leben
Unter anderem gewann er viermal den City – Pier – City Loop in Den Haag (1987–1990) und die 20 van Alphen (1984, 1987, 1989–1990), dreimal den Egmond-Halbmarathon (1983, 1988, 1990), zweimal den Enschede-Marathon (1987–1988) sowie einmal den Zevenheuvelenloop in Nijmegen (1987).
1987 belegte er bei den Leichtathletik-Weltmeisterschaften in Rom im Marathonlauf Platz 22. Er war Teilnehmer der Olympischen Sommerspiele 1988 in Seoul. Im 10.000-Meter-Lauf wurde er in 27:50,30 min Neunter, im Marathon in 2:14:53 h Dreizehnter. Bei den Leichtathletik-Weltmeisterschaften 1991 in Tokio wurde er über 10.000 m Vierzehnter, während er im 5000-Meter-Lauf in der Qualifikationsrunde ausschied.
Außerdem wurde er insgesamt elfmal niederländischer Meister: viermal im 10.000-Meter-Lauf (1986–1987, 1989–1990), dreimal im 5000-Meter-Lauf (1984, 1988–1989), sowie jeweils einmal im Hindernislauf (1982), im Marathon (1987), im Crosslauf (1989) und über 25 km (1988).
Marti ten Kate ist 1,72 m groß und wog zu seiner aktiven Zeit 57 kg.

## Bestleistungen
- 5000 m: 13:59,51 min, 30. August 1991, Tokio
- 10.000 m: 28:31,66 min, 24. August 1991, Tokio
- 25-km-Straßenlauf: 1:14:48 h, 20. August 1988, Haguenau
- Marathon: 2:10:04 h, 16. April 1989, Rotterdam